# Trouble du stockage des lipides
Wikipédia ne donne pas d'avis médical : seul un professionnel (médecin, pharmacien, etc.) est habilité à le faire.
Les troubles du stockage des lipides, également appelés lipidoses, sont une famille de maladies lysosomales. Ces troubles peuvent avoir des conséquences dévastatrices, car ils entraînent une accumulation de graisses sur les parois des vaisseaux à la suite d'une mauvaise métabolisation des lipides, pouvant bloquer le flux sanguin ainsi que des lésions dans les organes.

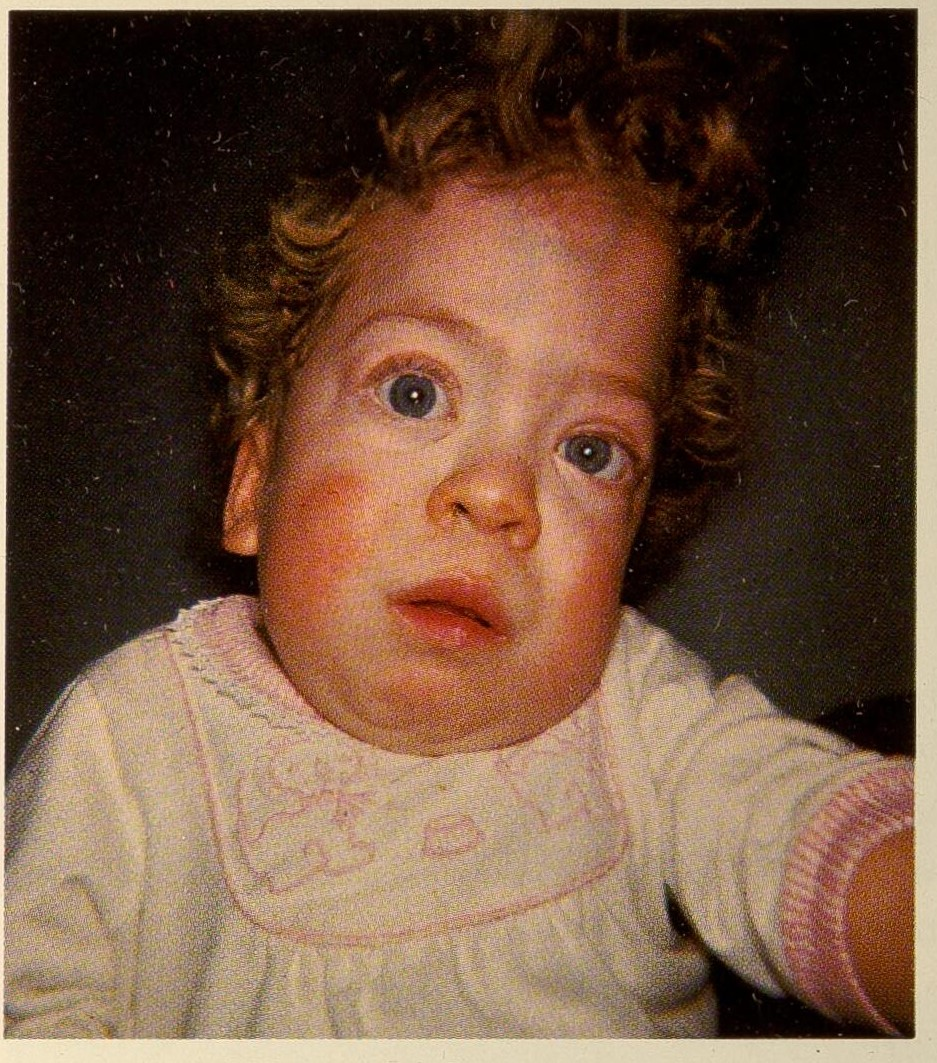
Enfant atteint d'un trouble du stockage des lipides (Gangliosidose)

## Médecine humaine
Les lipidoses sont une famille de maladies lysosomales :
- Maladie d'Austin
- Maladie de Fabry
- Maladie de Farber
- Gangliosidose à GM1 (Landing)
- Maladie de Gaucher
- Maladie de Krabbe
- Leucodystrophie métachromatique
- Maladie de Niemann-Pick (A/B et C)
- Maladie de Sandhoff
- Maladie de Schindler
- Maladie de Tay-Sachs
- Maladie de Wolman
- Syndrome Chanarin-Dorfman, présentant une ichtyose cutanée, une kératite, une rhabdomyolyse, voire une atteinte neurologique,

## Médecine vétérinaire
- Lipidose hépatique